# قائمة مطارات العراق
حسب إحصاءات 1999 يوجد في العراق 113 مطارًا بين صغير ومتوسط وكبير الحجم، بعضها مطارات عسكرية وبعضها الآخر مطارات مدنية وبعض هذه المطارات ذو ممرات غير مرصوفة وبعضها صالحة فقط للطائرات المروحية. هناك عدة مطارات رئيسية في العراق وهي:

## المطارات المدنية
| الأسم                  | المدينة       | رمز مطار منظمة الطيران المدني الدولي | رمز الاتحاد الدولي للنقل الجوي للمطارات | احداثيات               | ملاحظات                                            |
| ---------------------- | ------------- | ------------------------------------ | --------------------------------------- | ---------------------- | -------------------------------------------------- |
| مطار بغداد الدولي      | بغداد         | ORBI                                 | BGW                                     |                        | يعتبر من أكبر وأقدم المطارات في العراق             |
| مطار البصرة الدولي     | البصرة        | ORMM                                 | BSR                                     |                        | ثاني أكبر المطارات في العراق بعد مطار بغداد الدولي |
| مطار الموصل الدولي     | الموصل        | ORBM                                 | OSP                                     |                        |                                                    |
| مطار أربيل الدولي      | أربيل         | OPER                                 | EBL                                     |                        | افتتاح المطار عام 2005                             |
| مطار السليمانية الدولي | سليمانية      | ORSU                                 | ISU                                     |                        | افتتاح المطار عام 2005                             |
| مطار النجف الدولي      | النجف         | ORNI                                 | NJF                                     |                        | افتتاح المطار عام 2008                             |
| مطار دهوك الدولي       | دهوك          | ORDD                                 | DHK                                     |                        | افتتاح المطار عام 2012                             |
| مطار كركوك الدولي      | كركوك         | ORKK                                 | KIK                                     | 35.4615517, 44.3591881 |                                                    |
| مطار الناصرية          | محافظة ذي قار |                                      |                                         |                        | قيد إعادة الإنشاء                                  |
| مطار كربلاء الدولي     | محافظة كربلاء |                                      |                                         |                        | قيد الإنشاء                                        |

## المطارات العسكرية
| الأسم                       | المدينة       | رمز مطار منظمة الطيران المدني الدولي | رمز الاتحاد الدولي للنقل الجوي للمطارات | احداثيات             | ملاحظات               |
| --------------------------- | ------------- | ------------------------------------ | --------------------------------------- | -------------------- | --------------------- |
| مطار تلعفر العسكري          | الموصل، تلعفر |                                      |                                         |                      | مطار عسكري احتله داعش |
| مطار المثنى العسكري         | بغداد         |                                      |                                         |                      |                       |
| مطار البصرة العسكري         | البصرة        |                                      |                                         |                      |                       |
| مطار المرصنات               | قضاء الرطبة   |                                      |                                         |                      | 33.076090, 39.596623  |
| مطار بلد العسكري            | صلاح الدين    |                                      |                                         |                      |                       |
| مطار التاجي العسكري         | بغداد         |                                      |                                         |                      |                       |
| مطار الكيارة العسكري        | الموصل        |                                      |                                         |                      |                       |
| مطار سامراء العسكري         | صلاح الدين    |                                      |                                         |                      |                       |
| مطار النجف العسكري          | النجف         |                                      |                                         |                      |                       |
| مطارات غرب الأنبار العسكرية | الانبار       |                                      |                                         |                      |                       |
| مطار صلاح الدين العسكري     | صلاح الدين    |                                      |                                         |                      |                       |
| مطار اج تو العسكري          | صلاح الدين    |                                      |                                         |                      |                       |
| مطار كربلاء العسكري         | كربلاء        |                                      |                                         |                      |                       |
|                             |               |                                      |                                         |                      |                       |
| مطار الرشيد العسكري         | بغداد         |                                      |                                         |                      |                       |
| مطار البغدادي العسكري       | الأنبار       |                                      |                                         |                      |                       |
| مطار مديسيس العسكري         | قضاء الرطبة   |                                      |                                         | 32.412139, 41.945874 |                       |

## القواعد الجوية
| الأسم                    | المدينة                  | رمز مطار منظمة الطيران المدني الدولي | رمز الاتحاد الدولي للنقل الجوي للمطارات | احداثيات  | ملاحظات                                                                |
| ------------------------ | ------------------------ | ------------------------------------ | --------------------------------------- | --------- | ---------------------------------------------------------------------- |
| قاعدة الإمام علي الجوية  | الناصرية                 | ORTL                                 | غير معروف                               |           | كانت تسمى بقاعدة الطليل الجوية وتعرف لدى أمريكا بكامب أدر              |
| قاعدة بلد الجوية         | شمال بغداد أو صلاح الدين | ORBD                                 | OR9                                     |           | أكبر قاعدة جوية في العراق وكانت تسمى بإسم قاعدة البكر الجوية سابقاً     |
| قاعدة سبايكر الجوية      | صلاح الدين               | غير معروف                            | غير معروف                               |           | كانت تسمى بقاعدة الصحراء الجوية وتم أسر 1700 طالب فيها عام 2014 وقتلهم |
| قاعدة عين الأسد الجوية   | الأنبار                  | ORAA                                 | IQA                                     |           | حاول داعش السيطرة عليها وهنالك مستشاريين امريكيين                      |
| قاعدة غرب القيارة الجوية | نينوى                    | غير معروف                            | غير معروف                               | غير معروف | سيطر عليها داعش                                                        |

## وصلات خارجية
- النقل الجوي في مطار بغداد [دراسة في جغرافية النقل].